# Vorsorgeregister-Verordnung
Die Vorsorgeregister-Verordnung ist die Ausführungsvorschrift zu § 78a Bundesnotarordnung, wonach ein zentrales Vorsorgeregister für Vorsorgevollmachten bei der Bundesnotarkammer eingerichtet wurde. Zweck ist die bessere Auffindbarkeit von Vorsorgevollmachten im Falle der Betreuungsbedürftigkeit des Vollmachtgebers, um die Subsidiarität gem. § 1896 Abs. 2 BGB sicherstellen zu können.
Die Verordnung erlaubt seit 1. März 2005 auch die Registrierung von Vorsorgevollmachten, die nicht von einem Notar beurkundet wurden und enthält Regelungen über den Umfang der Datensammlung, die Entgelte (die im Detail durch die Vorsorgeregister-Gebührensatzung – VRegGebS – der Bundesnotarkammer spezifiziert wurden), die Auskunft an das Betreuungsgericht im Falle eines Betreuungsverfahrens, Benachrichtigung an Bevollmächtigte, Sicherung der Daten und Aufbewahrung der Dokumente.
Notare (und andere Urkundspersonen) sollen bei der Beurkundung einer Vorsorgevollmacht auf die Registrierungsmöglichkeit hinweisen (§ 20a Beurkundungsgesetz). Ende 2015 waren mehr als 3 Mio. Vorsorgevollmachten beim Vorsorgeregister registriert.